# Sybra multiflavostriata
Sybra multiflavostriata är en skalbaggsart som beskrevs av Stefan von Breuning 1973. Sybra multiflavostriata ingår i släktet Sybra och familjen långhorningar. Inga underarter finns listade i Catalogue of Life.